# Joaquín Hysern
Joaquín Hysern y Molleras (Banyoles, 4 mai 1804 - Madrid, 14 mars 1883) est un enseignant, scientifique, médecin et photographe pionnier espagnol dans l'introduction de l'homéopathie et du daguerréotype en Espagne.

## Biographie
Joaquín Hysern est né le 4 mai 1804 à Banyoles où son père Juan de Hysern Brugués était médecin de famille. Après avoir terminé le baccalauréat, il a commencé ses études de médecine au Collège royal de Barcelone où il a obtenu une excellente note dans toutes les matières. Pendant la réalisation de ces études, il a travaillé dans le service météorologique a publié les données sur Barcelone qu'il a obtenues en utilisant la méthodologie du Dr Francesc Salvá. En 1827, il obtient une médaille d'or pour son œuvre Disertatio de Nervo adoratus et est nommé assistant du Dr Jean Foix.

## Activité photographique
Son approche de la photographie en tant que pionnier découle de son empressement à être un chercheur et un scientifique. Il a ainsi co-réalisé le premier daguerréotype réalisé à Madrid le 18 novembre 1839. Cependant, son activité photographique est pour lui celle d'un  amateurs éclairé. Il conçoit la photographie comme une imitation fidèle, exacte et scientifique de la nature qui contraste avec l'imitation idéale produite dans l'art.
Cependant, certains considèrent que sa plus grande contribution dans le domaine de la photographie a été sa traduction du livre de Daguerre intitulé Exposition historique des procédures du daguerréotype et du diaporama et qu'il a fourni des informations intéressantes sur cette technologie aux professionnels et aux amateurs. 

## Source
- (es) Cet article est partiellement ou en totalité issu de l’article de Wikipédia en espagnol intitulé « Joaquín Hysern » (voir la liste des auteurs).